# Le Guilliguy

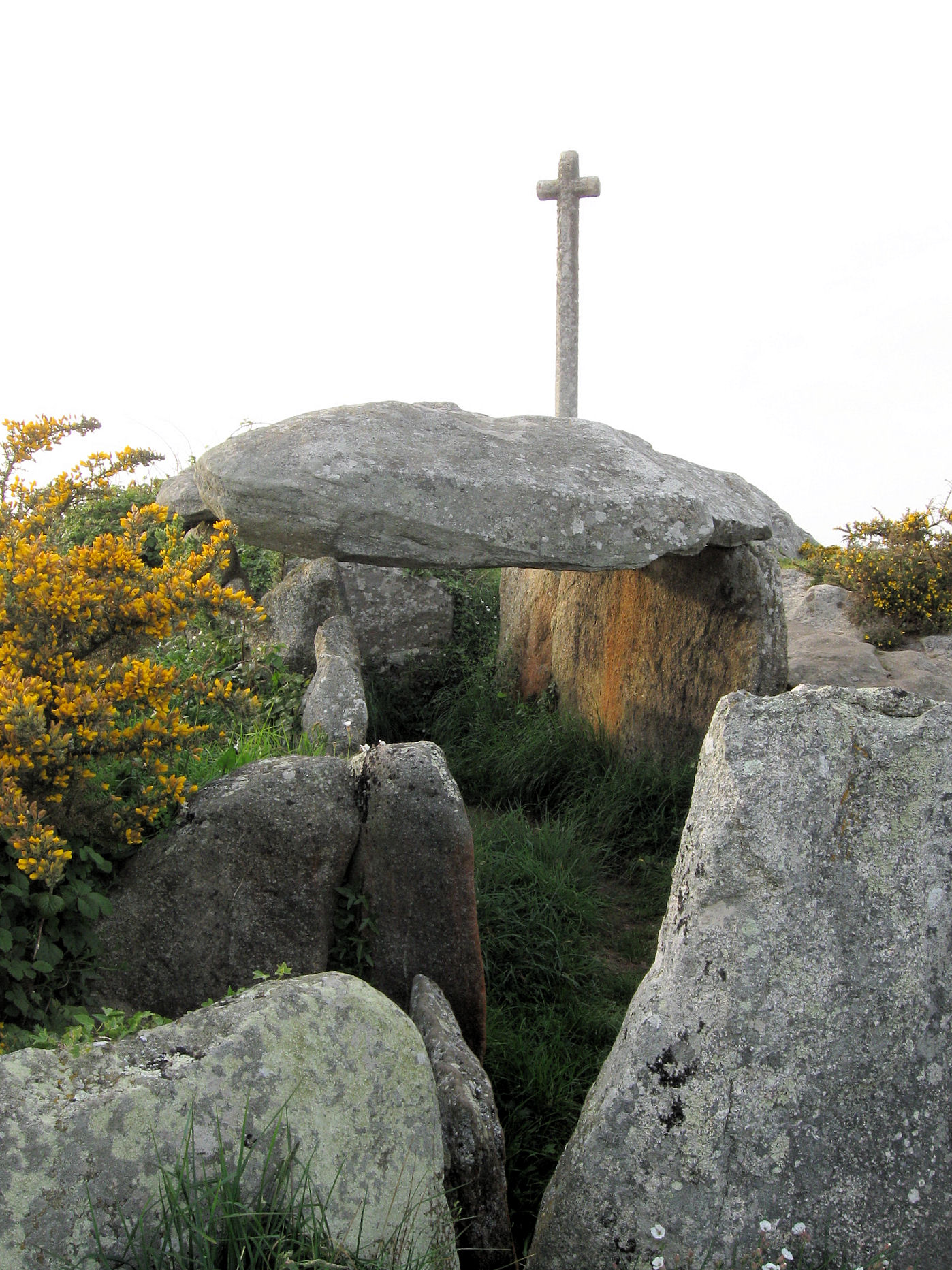
Dolmen von Guilliguy und Steinkreuz

Das Galeriegrab von Le Guilliguy (bretonisch Ar Giligi) ist scheinbar ein Knickdolmen (französisch Dolmen á coudé), der sich meernah auf einem 30,0 Meter hohen Felsvorsprung Pointe de Guilligui auf dem Gebiet der bretonischen Gemeinde Ploudalmézeau über dem Hafen des Ortsteils Portsall im Westen des Départements Finistère in der Bretagne in Frankreich befindet.

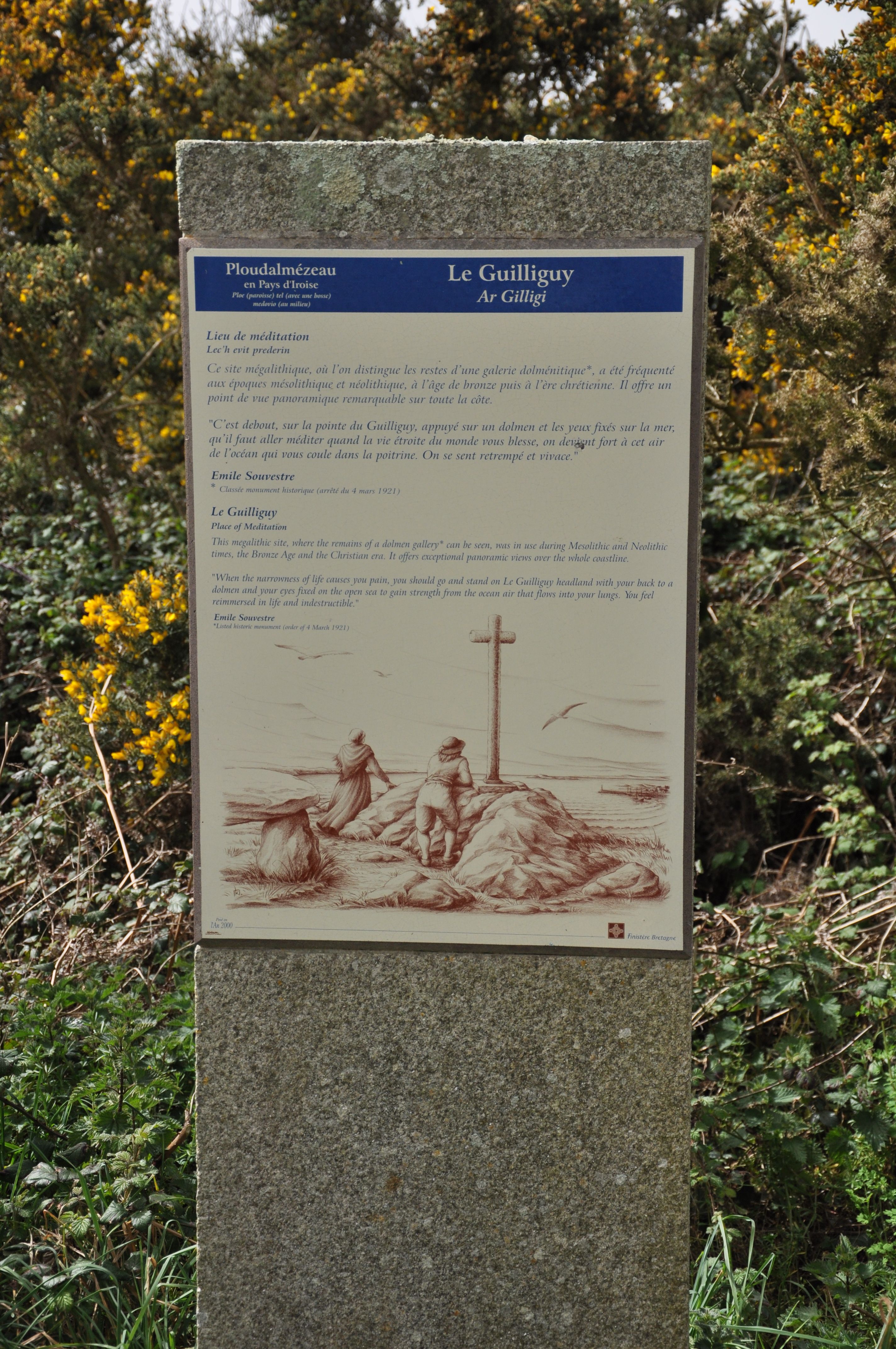
Hinweistafel vor Ort

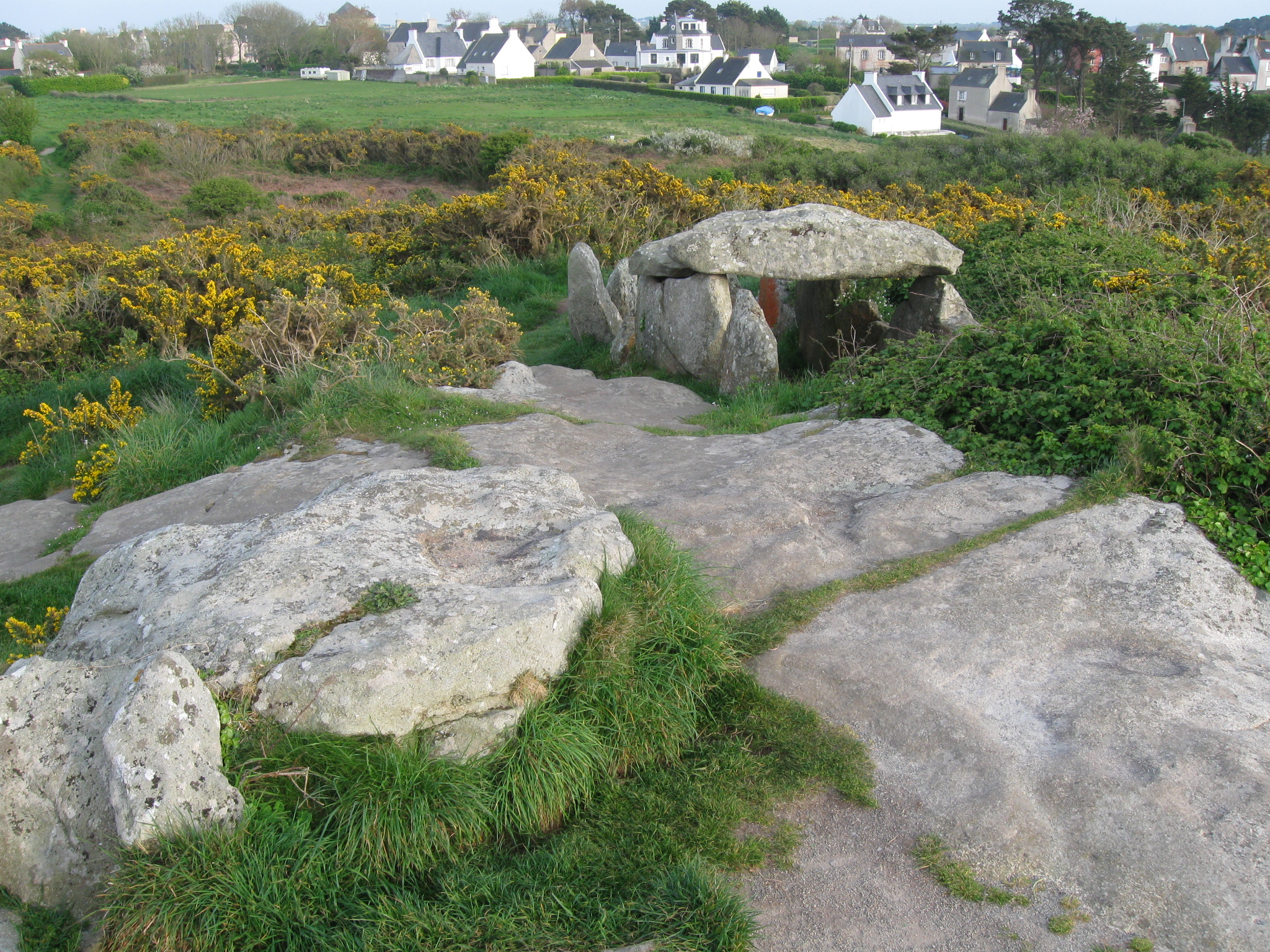
Felsaufschluss von Le Guilliguy – im Hintergrund die bronzezeitliche Anlage

Die nicht vollendeten Ausgrabungen, die 1991 und 1992 von Michel Le Goffic durchgeführt wurden, führten zu wichtigen Entdeckungen. Das Denkmal, das als Allée couverte verstanden wurde, zeigte sich nach der Ausgrabung als Dolmen mit seitlichem Zugang, der in der Bretagne selten ist. Darüber hinaus wurde in der Nähe der vergrabene, ovale Stein entdeckt, der das Seelenloch verschloss. Der Dolmen erscheint heute als ein rechtwinkelig geknicktes Megalithbauwerk, dessen Zugang durch die Errichtung einer Grabanlage in der Bronzezeit teilweise zerstört und das eines seiner Decksteine beraubt wurde. Dolmen ist in Frankreich der Oberbegriff für Megalithanlagen aller Art (siehe: Französische Nomenklatur).

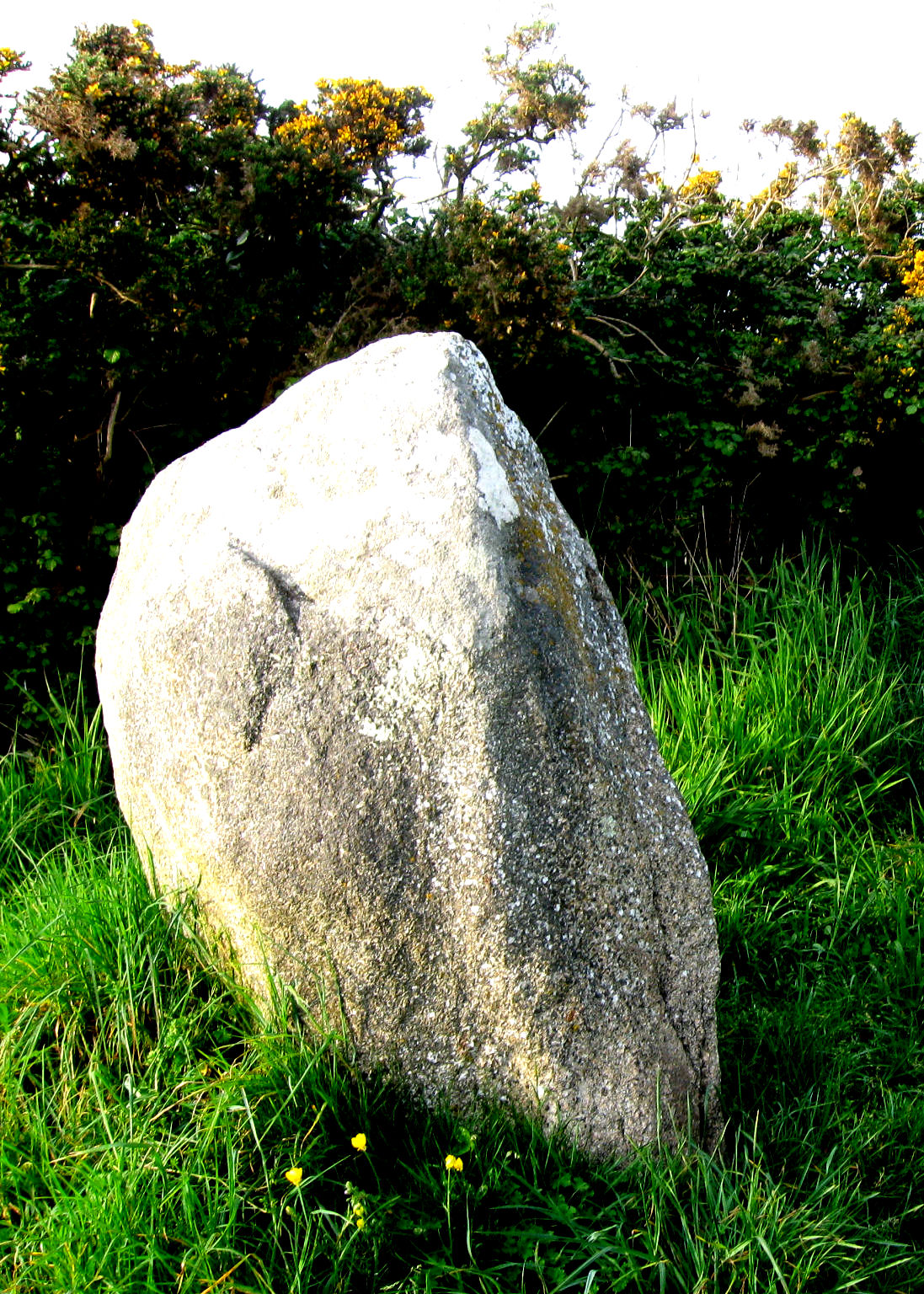
Menhir indicateur

Bei den Ausgrabungen wurde in einem Probegraben eine „Werkstatt“ für Mikrolithe aus dem Mesolithikum (vor etwa 8000 Jahren) entdeckt.

## Beschreibung

### Der Dolmen
Der Dolmen besteht aus dem beschädigten, etwa in Nord-Süd-Richtung orientierten Gang mit einer Restlänge von etwa vier Metern, von dem nur drei Tragsteine erhalten sind. Ein laterales Seelenloch am östlichen Ende ermöglicht den Zugang in die 6,6 Meter lange Kammer, von der noch alle elf Trag- und zwei (von vermutlich fünf) Decksteine erhalten sind. Eine einst geschlossene und nur teilweise erhaltene Vorkammer liegt im Westen. Reste der ovalen Hügeleinfassung sind auf der Südseite erhalten. Der deckende Erdhügel (Tumulus) ist ebenso verschwunden wie die Füllsteine zwischen den Orthostaten.

### Menhir
Etwa 50 Meter südöstlich steht ein nur etwa 1,2 Meter hoch aufragender Menhir indicateur, über dessen Zusammenhang mit der Grabstätte nur spekuliert werden kann. Ein weiterer, etwa gleich großer Stein liegt unmittelbar daneben.

### Steinkreuz
Auf dem höchsten Punkt des Felsvorsprungs, etwa 15 Meter hinter der Grabkammer, wurde im Jahre 1895 ein etwa vier Meter hohes monolithisches Steinkreuz aufgestellt, dessen Schaft und Querarme oktogonal behauen sind. Das Kreuz ist auf das Jahr 1715 datiert und stand 180 Jahre lang auf dem nahegelegenen ehemaligen Friedhof des Ortes.